# サブマリン707
『サブマリン707』（サブマリンななまるなな、）は、小沢さとるによる日本の海洋冒険漫画。『週刊少年サンデー』（小学館）において、1963年から1965年まで連載された。太平洋で起こる怪事件に海上自衛隊の潜水艦が立ち向かう。プラモデルの発売との相乗効果で人気連載となり、後に続編が発表された。
初めての本格的潜水艦漫画であり、連載と併せて用語解説記事などが書かれた。可潜艦・セイル・シュノーケル・ホーミング魚雷・ソナー・フリゲートなど、潜水艦や対潜戦に関する知識や用語の少年たちへの普及に大きく貢献した。

## ストーリー

### U結社編
全51回。太平洋に出没する謎の怪潜を追って出撃する707。途中で貨客船の生き残りの3少年を収容する。
- 作品の人気を決定付けた紹介編。女性のほとんど出ない硬質の物語。前半は戦記物の印象が強かったが、後半からは冒険物にシフトしていく。スピーディな戦闘シーンなど当時の少年漫画の要素を盛り込んでいた。
- 「U結社編」、「謎のムウ潜団編」は単行本化（秋田書店、サンデーコミックス）に当たって大きく手が入れられたため、後にラポートより完全復刻版が発売された。

### 謎のムウ潜団編
全42回。突然現れた無人の潜水艦に707は撃沈されてしまう。逃げ遅れた賢次と五郎は、目を覚ましたムウ王国で続々と建造される潜水艦隊を見る。
- 完全に冒険物にシフトし、登場する潜水艦も（特に武装の面で）SF的、非現実的なものが多くなっていく。続々登場する新兵器と、そのプラモデル化で人気を維持し続けた。アニメ化（後述）の企画もこの時期であり、敵役のレッド大佐はその後の続編にも登場する（ただし、レッド本人ではなく子息）。

### ジェット海流編
全8回。某国の極秘調査の陰謀に巻き込まれる707。
- 707号の所属が海自から国際組織P.S.G.へ移籍となり、海底潮流や各国合同による国際海洋警備機構など、後の小沢マンガ『青の6号』の原型とも言えるアイディアが散りばめられている。話数が短く、敵の目的や正体が不明解なまま終わったため、次の「アポロ・ノーム編」への橋渡し（ブリッジ）的な観が強い。

### アポロ・ノーム編
全20回。アメリカの技術の粋を集めて建造された三連超大型空母「アポロ・ノーム」が秘密組織に乗っ取られ、707も追跡に当たる。
- 連載が途中で中断し、「作者死亡説」など様々な憶測を呼ぶ。実際にはアシスタントとして中枢を務めていた人物が事故で作画できなくなってしまったため、中断せざるを得なくなったという（作者は漫画は副業であり、他に本業を持っており、アシスタントの協力がなければ週刊連載作品の執筆は不可能だった）。
- 続きは2年後の単行本化の際に書き下ろしで「決戦編」として収録されたが、アポロ・ノームには反乱に備えて一部の関係者しか知らない「D装置」（一定時間ごとに操作しないと艦が自爆する）が設置されていたと唐突に明らかにされ、707とは無関係に敵が勝手に自爆して決着する結末を迎えた。

### 盗まれた潜水艦編
亜間野三佐が実験艦を乗っ取って脱走する。南郷と弟の次郎が追跡する。
- U結社編が単行本化される際に割愛された「怪潜と708･709の戦い」を、加筆修正のうえ新たな物語として発表したもの。登場するのがジュニア未搭載の707一世改である所から、サンデーコミックス版世界の時系列的には「U結社編」と「謎のムウ潜団編」の間に位置する物である。

## 登場人物

### U結社編
速水洋平（はやみ ようへい）
707号の艦長。海上自衛隊の自衛官で階級は一佐。頭脳明晰で冷静沈着、大胆にして細心、部下思いという、指揮官の理想型のような人物。第二次世界大戦時からの軍人で当時は伊号潜水艦の艦長を務めていた。後に（「ジェット海流編」より）海自からP.S.G（パシフィック・シー・ガード）へ移籍。作中では姓だけで呼ばれフルネームは登場しない。
南郷隼人（なんごう はやと）
海上自衛隊の自衛官で階級は三佐、後に二佐。707号の副長から708、717の艦長に昇格する。速水と同じく、作中ではフルネームは登場しない
南郷次郎（なんごうじろう）
海自潜水艦709号の艦長で、上記の南郷隼人の弟。階級は一尉。「マウスキッド」によって乗艦ごと撃沈されてしまう。
水早賢次（みなはや けんじ）
ブラジルへ移民する途中で船が怪潜に撃沈され、遭難後、707号に救出された少年。707号の乗組員となり、少年自衛官として教育を受ける。ジュニア1号の艇長。父親は大戦中、速水の元部下（水雷員）だった。
日下五郎（くさか ごろう）
賢次と同じく移民中に遭難し、707号に救出された少年。707号の乗組員となり、少年自衛官として教育を受ける。ジュニア2号の艇長。父親は事故死した航空自衛隊パイロット。
海野千太（うんの せんた）
賢次と同じく移民中に遭難し、707号に救出された少年。707号の乗組員となり、少年自衛官として教育を受ける。ジュニア2号の艇長だったが、二世就役後は五郎へ座を譲り、烹炊員（ほうすいいん＝炊事係）として腕を奮う。父親は大戦中、速水の元部下（やはり烹炊員）だった。陽気な性格で揚げ物（特にコロッケ）作りが得意。
轟（とどろき）一水
707号の乗組員。禿頭で「放射能は髪の毛に付くと聞きますが、自分ならその危険は少ないでしょう」と志願。被爆の危険を覚悟で南郷三佐と共に原潜591の艦外救助作業に従事。艦内へ放射能を持ち込まぬために退艦した。
三船（みふね）二尉
707号の乗組員。南郷三佐退艦後、UX号との戦いで意識不明に陥った速水に代わって指揮を執った。後に正式な707号の副長に任命される。
山川（やまかわ）三曹
707号の乗組員。備品調達係で、収容された賢次ら三人組に着替えとコーヒーを持って来た。サンデーコミックス版には登場しない。
山田野（やまだの）一水、水田（みずた）一曹
707号の乗組員。山田野は5インチ砲々手。水田は一世改の重機関銃装填手で、時期は違うが、それぞれ怪潜との浮上戦闘で戦死している。なお、山田野の本職は烹炊員でサンデーコミックス版では戦死していない。
美奈月（みなづき）一佐
海自潜水艦「おやしお」の艦長。速水とは互いに悪態を言い合える知古の仲である。初登場はUC140捜索行だが、サンデーコミックス版には怪潜基地攻撃時のみに登場。
船田（ふなだ）司令
海上自衛隊横須賀方面隊の基地司令。サンデーコミックス版では出撃する707号を速水艦長の奥方と共に見送っている。なお、和装が美しい速水の奥方は707全編を通して、この数コマだけにしか登場しない。
シュミット・ウルフ
世界統一を掲げ、怪潜水艦隊でテロを行うU結社の首領。元ドイツ第三帝国の中尉で、速水とは大西洋（サンデーコミックス版ではインド洋）で肩を並べて戦った戦友だった。
シュナイダー
博士号を持つU結社の造船技師。UX号の設計者。
ブラッド少佐
カナダ海軍潜水艦ブルーシャークの艦長。娘と妻がおり、アラスカ基地では賢次ら三人組を自宅へ招いて家族ぐるみで歓待した。また707に置いてきぼりにされた三人組を、同艦に同乗させている。日本語に堪能で「俺達よりも上手いぜ」と三人組を驚かせている。後に速水と同じくP.S.Gへ移籍。
船長
名前不詳。リベリアのマンモス・タンカー、コクテイル号のベテラン船長で第二次大戦中は名駆逐艦乗りと謳われていた。高齢のため、今航海を持って退職予定であるが、常にベッドではなく海で死にたいと願っていた。そんなとき、怪潜の威嚇攻撃と停船命令を受ける。

### 謎のムウ潜団編
ジャック・レッド大佐
太平洋戦争で活躍した元米海軍軍人。辿り着いた海底王国ムウを根拠地に、世界を相手に戦いを挑むムウ潜団を率いる狂気の男。
一流の潜水艦乗りであると同時に、古代レベルのムウ文明にオーバーテクノロジー的な工業（記憶洗脳装置、完全自動戦闘可能な無人潜水艦等、20世紀中頃の技術を超越した代物）を設立させてしまう、一潜艦の艦長を越える知識と技術を持った恐るべきオーパーツ的人物。
女王
本名不明。海底王国ムウの女王。メナムの姉だがレッドに騙されている。707本編では珍しい女性のレギュラーキャラ。
メナム
レッドのやり方に危惧を抱く、海底王国ムウの王子。
マコイ
ムウ王国の重臣。レッドに反旗を翻そうとするが先手を取られ、見せしめの為にレッドに撃ち殺される。
ビンゴ
マコイの死後、ムウ王国の反乱兵を率いていた家臣。第二の反乱を女王に進言する。
カピア
女王の侍女。「鮫のエサになってしまえばよかったのに」と、九死に一生を得たレッドの帰還を罵っていた。
レッドの副官
本名不明。コッドフィッシュの副長だった元米海軍軍人。髭面で恰幅がいい体格。ムウ潜団のNo2でレッドの片腕的存在だったが、ムウへ撤退するブラックジャックを逃がすべく、殿（しんがり）となって401有人艦で大岩の727号の前に立ち塞がった。
ジャック、ロビンソン
共にレッドの記憶洗脳を受けたコッド・フィッシュの元乗組員。脳改造の効かない体質だったジャックは故郷への帰還を夢見てメナム側へ寝返り、ロビンソンを人質に強行策へ出る。
滝（たき）三佐／早川（はやかわ）三佐
三船二尉に代わり、707号の副長になった自衛官。給油艦はるなで対潜戦闘のアドバイスをした。サンデーコミックス版では名前が早川三佐に変更されている。
大岩（おおいわ）二佐
海上自衛隊の潜水艦727号の艦長。707艦隊の一員。ムウへ撤退するレッド大佐を追撃。レッドの副官の乗る401有人艦と戦った。禿頭。
黒潮（くろしお）二佐
海上自衛隊の潜水艦737号の艦長。同じく707艦隊の一員。位置の掴めぬブラックジャックの攻撃による、最初の犠牲者になってしまう。
磯崎（いそざき）二佐
海上自衛隊の潜水艦747号の艦長。同じく707艦隊の一員。747号でレッドをてこずらせ、ブラックジャックに乗艦を撃破され降伏勧告を受けるも、彼の戦いぶりを評価したレッドから仲間になるよう勧誘される。
ウズベック・シン中佐
ターバンを巻いた隻眼のインド海軍々人。コッド・フィッシュによって片眼を失い、復讐鬼と化している。乗艦喪失後、艦首を大破した南郷の717号を奪ってでも戦い続けようとした（このエピソードはサンデーコミックス版ではカットされている）。

### ジェット海流編
丸井源太郎（まるい げんたろう）
第十三宝海丸の乗組員。沈んだ船体の冷凍室に閉じこめられ、ジェット海流によって一万キロ運ばれてしまう。
ホーキンス
P.S.Gに所属した米海軍原潜567号、トライトンジャックの艦長。劇中では一コマしか登場せず、台詞もないが、ブラッド少佐曰く「我々の中では一番若い艦長だが、あんな良い艦に乗れてアメリカさんは幸せ者だよ」と評価されていた。
艦長
本名不明のモビーディック艦長。眼帯をかけた隻眼の男。任務の為なら非情に徹せるN国の職業軍人。
バルド
モビーディックの副長。艦長ほど非情に徹せられず、本国からのラマポ博士暗殺指令に異議を唱えていた。
ラマポ博士
深海に流れるジェット海流（続編では「ラマポ海流」と命名される）の存在を主張、その実在を証明した世界的権威を持つN国の海洋学者。軍事的理由から海流の存在を隠蔽しようとする本国の方針に対し、「科学者として発表する義務がある」と反抗。モビーディックから逃亡中にモスコート号に拾われ、ソ連への亡命を希望する。
イシコフ
ソ連潜水艦モスコート号の艦長。かつてラマポ博士の海洋調査に協力していたため、突然の再会とその亡命に困惑する。

### アポロ・ノーム編
エイモス中佐
米海軍原潜507号の艦長。ケーンの父親。息子にも極秘で米海軍内に革命集団エイモス・リーグを結成してアポロ・ノーム奪取を計画していた。だが貨物船と乗艦が接触事故を起こし、ボートダビットから外れた救命艇がセイルを直撃。息子を庇って死亡してしまう。
ケーン・エイモス
元米海軍少尉。亡き父から志を受け継ぎ、革命集団エイモス・リーグを統率する若き風雲児。死の淵から何度も生還し、預言にも似た神懸かり的な言動で、一種独特のカリスマを持って部下を恐れさせていた。
ジョーン少尉
米海軍原潜507号乗り組みの若き士官。ケーンの友人でアポロ・ノームの公試にも立ち会う。
ドミンコ、ブラウン
エイモス・リーグの一員。ドミンゴは人員スカウト。ブラウンは諜報などを司る組織の後方要員である。エイモス中佐事故死を知って、父の行動を調べるケーンを抹殺しようと企むが失敗。ケーンがエイモス・リーグ指導者になるきっかけを作る。
モンゴメリィ少将
米海軍少将。アポロ・ノームの艦長だったが拘束され、催眠ガスをかがされ、救命ボートにて艦外へ放り出される。
グリーン
アポロ・ノームを追撃する米海軍原潜シーウルフの艦長。トリム30°もの急上昇や急降下も辞さない、かなり無茶な操艦術でエイモス1号と渡り合った。
ハル
エイモス・リーグ側のアポロ・ノーム（一番艦体）艦長。人心を読み取るケーンの能力に恐れを抱く。
メイスン
アポロ・ノーム搭載艦エイモス1号の熟練艦長。追って来た原潜シーウルフを大胆な捨て身の戦法で撃破したが、直後に707号と接触。魚雷再装填が間に合わず、あせりから射程圏外の「ショット・ロック」で応戦。反撃で乗艦と運命を共にする。

### 盗まれた潜水艦編
亜間野（あまの）三佐
海上自衛隊の潜水艦乗り。旧日本海軍時代は速水の同僚だった。同志と共に実験艦うしおを奪い、ある場所へ赴こうと画策する。

### その他
バーロー
元米海軍大佐。「最後の航海編」に登場するステルス潜水艦ガーフィッシュの艦長。
戦うことが生きがいという狂戦士的性格の持ち主で、軍人としても、一人の人間としても、相当な危険人物。
自ら進んで危険に飛び込み、わざわざ自分から敵を作っては、向かって来たところを叩きのめし、力と優位を見せつけては愉悦にひたるという、ゆがんだ性癖の持ち主である。
潜水艦乗りとして有能なだけでなく、潜水艦の開発にも非凡な才を持つが、実戦参加の機会が無く鬱屈していたこと、自ら開発したガーフィッシュの性能を実戦で試してみたかったことで、部下たちと共に祖国を裏切った。
速水の言葉によると、権力に対する野心などはまったく無いという。

## 登場艦船（味方）
基本的に登場順である。

### U結社編
707一世号（作品中では一世等の表記はなく、便宜的な呼称である）
海上自衛隊所属の潜水艦で正式名称はSS-707うずしお。第2次世界大戦後に米軍から供与されたガトー級（安全潜航深度が120mな所から、正確には改良型のバラオ級もしくはテンチ級であろう）の旧型艦だが精鋭の乗組員により活躍を見せる。魚雷発射管は艦首に6門、艦尾に4門。後甲板上に5インチ単装砲を持つ。モデルとなったSS-501くろしおは実際に米軍から供与されたガトー級の旧型艦「ミンゴ」。
なお、SS-707という潜水艦は実在しない。海上自衛隊では潜水艦には500番台の型番が振られており、707は当時最新鋭の旅客機ボーイング707から取られたという（海上自衛隊で707の船番を持つのは掃海艇7号 MSB-707 であった）。また、「うずしお」も連載当時には実在せず、1974年に就航したSS-566が実在のうずしおとなる。
イ-51
回想に登場する旧日本海軍の水偵搭載型大型潜水艦。速水が艦長を務めていた。架空の艦で、実在の伊51潜水艦（戦前の1940年に退役）とは無関係である。
さんとす丸／パナマ丸
賢次、五郎、千太が乗っていた貨客船。日本人移民を乗せてブラジル航路に竣航していたが、怪潜に撃沈される。
サンデーコミックス版で「さんとす丸」に当たるのが「パナマ丸」だが、外見の違う別船であり、搭載救命艇や舷窓の数から比較するとサイズは二回りほど小型。船形は両船共に三島型である。
おやしお（初代）
海上自衛隊の潜水艦SS-511、おやしお。連載当時に実在した艦で、戦後日本が建造した初の国産潜水艦。同型艦はない。作中では最新鋭艦だとの台詞がある。707同様、怪潜退治に派遣された。武装は艦首に魚雷発射管4門。　
ぶんご
怪潜の攻撃を受ける海上自衛隊の給油艦。架空の艦である。武装は艦首に連装機関砲一基。燃料切れの707号に補給を行った。ダイジェストであるサンデーコミックス版には登場しない。
第三加来丸
三浦漁港を母港とする木造漁船。浮上中のUC140を目撃したため、口封じとして機関砲の攻撃を受けて沈没。サンデーコミックス版には登場しない。
F04
カナダ海軍のフリゲート。ぶんごの救援に駆け着けてUC140と交戦する。後甲板に対潜臼砲「リンボー」三連装投射機を持つ。サンデーコミックス版には登場しない。
うらなみ
海上自衛隊のあやなみ級護衛艦DD-105、うらなみ。実在の艦。707及びぶんごの救援に現れ、浮上中のUC140を砲撃して中破、撤退させた。このエピソードはサンデーコミックス版では存在しない。
ゴムボート
UC-140から放り出されて速水の捕虜となっていたウルフが、賢次を人質に取って707号から脱走する際に使用した707の救命用ラフト。船外機と小型無線を備えている。途中、賢次を気絶させ、目的地のレーダー岩礁（U結社本部の非常通路にもなっている）に到着後は賢次一人を残して自走させた。このエピソードはサンデーコミック版では改変されている（ゴムボートは「パナマ丸」の物とされた）。なお、船外機の燃料切れ後に目覚めた賢次は化け物フカ（鱶）に遭遇。その襲撃でボートは転覆し、賢次もあわや大フカの餌食になるところだった。
あやなみ
海上自衛隊のあやなみ級護衛艦DD-103、あやなみ。実在の艦。「ソーノ・ブラインド」を用いた怪潜に接近され、真下から「マウスキッド」を受けて中破。だが、カウンターの爆雷攻撃で怪潜を撃沈している。
ちはや（初代）
海上自衛隊の潜水艦救難艦ASR-401、ちはや。実在の艦。怪潜の攻撃で沈没した707号を救難する。後にU結社の本部を発見するが、怪潜の「マウスキッド」を浴びて撃沈されてしまう。
てるづき
海上自衛隊のあきづき級護衛艦DD-162、てるづき。実在の艦。ちはやの護衛艦だったが、目の前でちはやがやられ、敵討ちとばかりに怪潜をMk-108対潜ロケットランチャーで撃沈した。
はやしお級（はやしお、わかしお）
海上自衛隊の潜水艦SS-521、はやしお。SS-522、わかしお。実在の艦。防衛予算の関係上、前述のおやしおよりも小型になり、艦首魚雷発射管も1門減じて3門になっている。おやしおと艦隊を組み、怪潜基地攻撃に出撃した。この三隻は、連載当時に実在した海自潜水艦隊の全勢力である（練習艦である、くろしおを除く）。
おおなみ
海上自衛隊のあやなみ級護衛艦DD-111、おおなみ。実在の艦。怪潜基地攻撃艦隊の一隻。味方水中部隊援護のため、爆雷及びヘッジホッグで怪潜艦隊へ攻撃を掛けるが、反撃を受けて被弾する。
707一世改
怪潜の攻撃で大破した707が浦賀ドックで改装された姿。喪失した艦首を新造し、セイルを改装したほか、新兵器として後甲板に連装対潜臼砲「スキップジャック」、防御装備「メタリック」を装備。5インチ砲は前甲板へ移され、両舷に波よけシールドも追加された。艦首潜舵は引き込み式となり、シュノーケルにはシャークマウスも描かれている。水中速度は改装前の倍の22ノットを発揮する。セイル後部のハンドレールに万力で固定する、取り外し式の重機関銃を装備可能で怪潜と浮上銃撃戦を行っている。「謎のムウ潜団編」では退役前に試験運用のため、後甲板へジュニアが二隻搭載された。
対潜空母
艦名不詳（作中では「P」と呼称されている）。怪潜狩りに出動した米海軍のエセックス（タイコンデロガ）級空母。707の水中速度が改装前と雲泥の差であったため、「707ならこんな速度が出る筈がない」として怪潜と間違えて搭載機に攻撃命令を下してしまう。怪潜との戦いで小破する。サンデーコミックス版では怪潜と交戦していないので、無傷である。
スキップジャック級591
怪潜狩りのために派遣されたアメリカの原潜。一隻を「サブロック」であっさり仕留めたところを、別の怪潜の「マウスキッド」にやられ大破。緊急浮上後、乗員は707に救助された。実在のスキップジャック級潜水艦SSN-591、シャークとは無関係である。
たかなみ、まきなみ
海上自衛隊のあやなみ型護衛艦DD-110、たかなみ。DD-112、まきなみ。実在の艦。707一世改と同じく、前述のうらなみと共に怪潜基地に対する第二次攻撃に参加したと思われる水上部隊。まきなみは被弾不時着した南郷三佐ら、飛行艇乗員を救出し、基地を失って遊弋する怪潜艦隊に対して掃討戦を行っている。
コクテイル号
リベリア船籍の大型タンカー。怪潜の停船命令を無視して体当たり攻撃を掛ける。
バンデッタ号
オーストラリア海軍のデアリング級駆逐艦。実在の艦。コクテイル号のSOS信号を受けて、浮上中の怪潜と砲撃戦を交わす。
708号、709号
U結社との戦いの中、海自艦隊の増援として登場。708は南郷二佐、709はその弟の南郷次郎が艦長を務める。ガトー級の水中高速仕様であるガピー改装艦にさらに改造を加えたものらしく、前甲板に密閉型速射砲塔、後甲板に「スキップジャック」を装備している。
グレイシー
米海軍の砕氷艦、W-292。実在の艦。北極海で行動中、U結社の攻撃を受ける。
ブルーシャーク
カナダ海軍のシップ型潜水艦245号。艦長はブラッド少佐で、北極海におけるU結社との戦い「冷凍作戦」で707、708と共闘した。後に707と同じくP.S.Gに参加する。魚雷発射管は艦首に6門、艦尾に4門。他に艦尾に連装対艦ミサイルがあり、甲板を開いて展開可能。
トレッド号
米海軍の原潜917号。北極海でU結社の攻撃を受けて撃沈される。
グレイバック級戦略ミサイル潜艦
「冷凍作戦」参加艦の一隻。巡航ミサイル「レギュラス」を搭載する米海軍の戦略ミサイル潜艦。実在の艦。劇中では氷山を攻撃する一コマのみ登場。
イルトラント号
サンデーコミックス版のみに登場。物語冒頭で怪潜の雷撃を受けて沈む英海軍の駆逐艦。船田指令によると怪潜による「十三隻目の犠牲」であったらしい。
ブロンスン号
サンデーコミックス版のみに登場。米海軍の原潜6611号。ウェーキ島沖の海中で怪潜の待ち伏せ攻撃を受け撃沈される。

### 謎のムウ潜団編
ジュニア一世
707一世改に実験配備された単座の小型潜航艇。潜行深度は1000mを超える。大型潜水艦と異なり、旧日本海軍の「海龍」のような航空機的な操縦系を持ち、艇先端のプロペラで推進。カメラとモニターで外部を視認可能。ムウ王国ではレッドに先んじてメナムが二隻とも回収。海底トンネルの海図を託した賢次、五郎らの脱出用として活躍した。基本は非武装だがオプションとして磁気機雷を搭載可能で、海底に沈むレッド大佐のコッド・フィッシュ1号艦攻撃に用いた事もあるが、大ダコに阻まれて失敗した。
F4
コッド・フィッシュにより撃沈された707の乗組員を、最初に救難した米海軍のフリゲート。浮上中の401を発見した速水が舵輪を奪い、そのまま体当たりで撃沈してしまう。艦尾に「DEEK」との艦名らしき文字がある。
はるな
海自の給油艦。艦首尾に3インチ砲。両舷に20mm単装機関砲を持つ。給油艦だがジュニアや魚雷他の武器弾薬に糧秣等を、後の707艦隊へ補給する潜水母艦的な役割を果たしていた。艦を撃沈された707の乗組員を乗せて航行中、レッド率いるコッド・フィッシュ艦隊に攻撃されるが、一隻（コッド・フィッシュ3号艦）を体当たりで撃沈し、もう一隻（コッド・フィッシュ4号艦）を3インチ砲で撃破している。架空の艦で後の実在した護衛艦DDH-141、はるなとは無関係。
コーラル・シー
米海軍のミッドウェイ級空母、CVA-43。実在の艦。コッド・フィッシュの襲撃を受けたはるなの救難信号に、五機の双発対潜攻撃機（軽爆キャンベラに酷似した架空機）を急派して援護した。
707二世号
引退直前にコッド・フィッシュの攻撃を受けて沈められた、一世改に代わって建造された新型艦。シップ型とティアドロップ型潜水艦を合わせたような独自の形状が特徴。原潜と誤解されることが多いが、作中で「電池室に浸水」という科白や重油の補給を受ける場面が有ること、シュノーケルを持つことから、通常動力潜水艦であることが判る。ブランケットを使わず、艦尾にスクリューを直接取り付けた一軸艦。
魚雷発射管は艦首に6門、艦尾に2門。セイル後部にジュニア用格納庫×2。艦首ドームに敵の魚雷やロケット弾の信管を誤作動させる超音波兵器「サウンドピック」、両舷に多連装対潜ロケット「サンダーロック」、上甲板に格納された対艦ミサイル「ライナー」など新兵器を装備。上甲板のハッチには取り外し式の重機関銃もセット可能。プラモデル化もされ最も人気、知名度が高い艦で、一般に「707」というときにはこの艦を指すことが多い。後に海自からP.S.G（パシフィック・シー・ガード）に移籍。ブラックジャック（後述）が装備した「エム・ホーム」に酷似した、発泡防御兵装「SM」と「対空ロック」を追加装備した。
メナム艇
ムウの王子メナムが駆る小艇。艇首に単装機関砲を持つ。哨戒艇と交戦してジュニア一世を援護した。
ジュニア二世
707二世に搭載されたジュニア一世の改良型。セイルへ耐圧式の透明窓が付けられ、サーチライトを使って海中でも目視による操縦が可能。プロペラの他、後部ウォータージェットを併用する。構造上、一世よりも限界深度は劣る。
717号
海自の潜水艦。ムウ潜団との戦いの中、対策用に結成された707艦隊の一隻で708に続き南郷が艦長を務める。旧式なシップ型の潜水艦だが、独自の装備として魚雷型コンテナから射出される対魚雷小型磁気爆雷「ホム・ガード」と、後部に爆雷投射器を持つ。魚雷発射管は艦首に6門、艦尾に4門。セイル前部には連装機関砲を搭載。塗装は黒。途中、レッド大佐の艦と衝突事故を起こし艦首を損傷。修理のため艦隊を離脱した。
727号
同じく707艦隊の一隻。黒いシップ型の潜水艦で、艦長は大岩二佐。前部甲板に収納式の対潜ロケット砲塔を装備し、後部にジュニア一世を二隻露天式に搭載している。艦首に描かれたシャークマウスが特徴。艦首に魚雷発射管6門、艦尾発射管は不明。
737号
同じく707艦隊の一隻。白いシップ型の潜水艦で、艦長は黒潮二佐。魚雷発射管は艦首に6門、艦尾に4門。甲板前部に開放型の5インチ単装砲、後部に対潜ロケット砲塔を搭載。ムウ潜団の新鋭艦、ブラックジャックに撃沈される。
747号
同じく707艦隊の一隻。白いシップ型の潜水艦で、艦長は磯崎二佐。魚雷発射管は艦首に6門、艦尾に4門。後甲板に前投対潜爆雷「テア・ロック」と爆雷投射機、ジュニア用格納庫×2を持つ。レッド大佐のブラックジャックと交戦し、しぶとい戦いぶりで手こずらせるも「ゼブラジャック」を受けて大破。降伏勧告するレッドを道連れに自爆を試みる。
シン中佐艦
名称不明。艦首に目玉が描かれた黒いシップ型の艦で、コッド・フィッシュに対する復讐に燃えるインド海軍のシン中佐が艦長。コッド・フィッシュ7号艦を雷撃で沈めた後、後上方に発射されるロケット弾「アン・ショット」でレッド大佐の艦にダメージを与えたものの、同時に「ヘッジ・ロック」を受けて大破。緊急浮上後に海没してしまう。魚雷発射管は艦首に6門、艦尾に2門。セイル後部へ単装機関砲。艦首尾に単装5インチ砲を装備。
ジュニア三世
水中戦闘機型で最も未来的なデザインの艇。二世を失った707へはるなから補給された。プロペラ推進式の他のジュニアに対し、リップルモーターによるウォータージェット推進であるが、「プロペラが無いと子供に受けない」という編集部の意向で、対ブラックジャック戦での一度しか出番は無かった。従来、黄色だった艇体色は黒に変更されている。

### ジェット海流編
ジュニア四世（二世改）
ジェット海流編より登場。塗装と形状は二世形に戻され、プロペラスピナー中央から小型ロケット弾であるペンシル・ロック（総弾数は4発）が発射できるようになった武装型。対エイモス・リーグ戦で活躍するのは後期型で、艇体が延長され細部にも違いが見られる。プラモデル化されたため、最も人気・知名度が高い。
第十三宝海丸
ミッドウェー島沖で貨物船と衝突、転覆した木造漁船。ジェット海流に運ばれてわずか二十時間で南氷洋に辿り着く。
第一白氷丸
南氷洋で操業していた捕鯨母船。第十三宝海丸を発見し、丸井源太郎を救助する。
フロンテア号
世界初の潜水タンカー。処女航海中に行方不明となる。
トライトンジャック号
ホーキンス艦長の米海軍原潜567号。P.S.G所属艦の一隻。ティアドロップ型で実在の米潜水艦567号、タング級SS-567、ガジョンとは無関係。
モスコート号
イシコフ艦長のソ連潜水艦2213号。モビーディック号から逃亡したラマポ博士を保護したために、攻撃を受ける。
日東丸
モスコート号の遺留品を引き上げた大川海運の定期貨物船。ラマポ博士の資料も回収して、後にジェット海流の存在を明らかにした。

### アポロ・ノーム編
507号
艦名不明。エイモス中佐が艦長を務める米海軍原潜507号。港内で貨物船と衝突事故を起こす。なお、実在の米海軍では艦番号の507は欠番となっている。
ネオ・ポリス
米海軍の巡洋艦。アポロ・ノームを発見するも「アン・クライサー」で撃沈された。
シーウルフ号
グリーン艦長の米海軍原潜671号。盗まれたアポロ・ノーム号を追跡したが、エイモス1号の迎撃に遭う。ティアドロップ型で実在のシーウルフ級攻撃原潜SSN-575、シーウルフ（三代目）とは無関係である。また、実在の671号、ナーワル級攻撃原潜SSN-671、ナーワル（三代目）は、連載当時建造中でまだ竣役していない。

### その他
新型ジュニア
「謎のムウ潜団編」第10話の707号解説頁に登場。ロケット型で艇首プロペラ推進。ジュニア一世改とでも呼べる閉鎖型コクピットを持った白黒ツートンの新型ジュニア。左右舷側に小型魚雷かロケット弾発射管らしき物を備えている。劇中未登場。
707二世改
続編である「最後の航海編」及び「マンボウ編」に登場。改装を受け、ステルス潜水艦「ガーフィッシュ」との戦闘後、退役前の最終任務としてジュニア（正確には「ムツゴロウ」）試験艦として運用されていた。退役後は速水がジュニアと共にスクラップとして個人入手し、こつこつレストアしている描写が見られた。
707三世号
OVAサブマリン707Rの2巻のエンディングに線図のみ登場。

## 登場艦船（敵）
こちらも基本的には登場順に並べてある。

### U結社編
UC140
第二次大戦中のドイツUボートに、前甲板に「マウスキッド」や、誘導弾「V8号」を発射する砲塔など新装備を加えた、U結社首領ウルフ最初の搭乗艦。後甲板に連装砲塔。セイルに37mm単装機関砲を持つ。魚雷発射管は艦首に4門。護衛艦の砲弾を受けて中破。ダイジェスト版である秋田書店のサンデーコミックス版には大戦中の回想シーン以外は登場しない。なお現実の第二次大戦中のUボートで「UC」と名に付くのは輸送用潜水艦である。
UC号（新造艦）
U結社が新たに量産した艦首に大型ソナーを付けたシップ型の潜水艦で、多種の新装備を持つ通称「怪潜」。初期量産型のU6は収納式の6連装ロケットランチャー（「速射ロケット」と呼称）を前甲板に搭載していたが、他の艦は「マウスキッド」を搭載している模様（同時装備している可能性もある）。
この他、防御兵装「ソーノ・ブラインド」、それを使用中に敵艦に磁石で直接接触させる有線ソナー「マグネリード」、後甲板にウェポン・アルファ風の対潜ロケット砲塔などを装備。魚雷発射管は艦首に6門、艦尾に4門。艦首のナンバーから少なくとも79隻が存在するようだが、U5の他にU05があるなど、正確な数は不明である。サンデーコミックス版ではウルフの乗艦は、最初からこのUC号である。
UX号
シュナイダー博士がウルフ専用に建造したティアドロップ型（707二世ほどではないが艦首にわずかにシップ型のような突起あり）の大型攻撃潜水艦。スクリューは持たず、ポンプで圧縮した水流を噴出するウォータージェット推進で、水中を自在に駆ける超高性能艦。対空用の機関砲、待ち伏せ用の浮き型有線パッシブソナー「ソーノ・ブイ」、水中対艦誘導ロケット弾「ホーミングロック」、多連装ロケット「ハンド・ロック」、艦底から投下する爆雷を搭載。上部潜舵に描かれた重ねた「UX」の文字が「凶」に見え、艦首にはシャークマウス塗装が施されている。ダメージコントロールにも秀い出ており、「スキップジャック」の直撃にも耐えてUキャリアに帰還している。塗装は黒系だが、北極海では周りに合わせて白系となった。
Uキャリア
U結社の移動本拠地でもある超巨大潜水艦。艦内で潜水艦の修理のみならず建造すら可能なほど。日本近海の基地が破壊された後、北極海へ脱出。氷山の中に潜んでいたが、「冷凍作戦」に参加した各国連合艦隊の一斉攻撃で撃沈された。

### 謎のムウ潜団編
コッド・フィッシュ（401）
第二次大戦中行方不明になったレッド大佐の艦でアメリカのガトー級（だが、707一世と同じ理由で正確にはバラオ級である）潜水艦401号だったが、無人艦となって何十隻も出現、無差別通商破壊を行った。実は海底のムウ王国に流れ着いた大佐が、ムウ人を地上に連れていくためと称してコッド・フィッシュを基に改良した新造艦。ムウ潜団の主力艦で、建造中の物も含めると数は500隻にも達する。
高圧空気封入により、深度1000mの深海をも航行する能力がある。外部誘導による管制操艦の他、完全自動航行、自動戦闘可能ではあるが判断力は有人艦に劣り、動きがどうしても単純になるのが欠点。有人での運用はもちろん可能だが、まだ数隻分しか乗組員の教育が間に合っていない。
ムウ潜団（レッド大佐）のドクトリンでは「キル・レシオ的に有人艦一隻の撃沈と引き換えで、無人艦数隻を失っても惜しくない」が基本らしく、囮として大量に無人艦が使用された。なお、実在のバラオ級潜水艦SS-401、シードックとは無関係。
外見は古いガトー級。しかし、実は全身特殊武装だらけで、後部に対空兵器「エアロック」、前甲板に連装ミサイル「ショット・ロック」、艦尾に浮遊機雷「ボトム・ボンズ」、前後甲板下にヘッジホッグ型前投爆雷「ヘッジ・ロック」などを搭載。魚雷発射管は艦首に6門、艦尾に4門。「ホーミングピート」（音響誘導魚雷）も発射可能。他に艦首尾に単装5インチ砲（自動給弾機構を持った完全自動砲）各1基。凸型のセイル前後に20mm単装機関砲を各1基持つ。
艦名のコッド・フィッシュとは「幻の魚」であると劇中では説明されている。しかし、英語でコッド・フィッシュとは一般的に「鱈」を指す単語である。
武装ホバークラフト
ムウ潜団のエアクッション型哨戒艇。連装機関砲で武装している。ムウの海に漂う707の艦尾を臨検し、賢次を捕縛した。
哨戒艇
ムウの海で哨戒に当たっていたムウ潜団の駆潜艇。艇首に単装ロケット砲塔。両舷に爆雷投射機と単装機関砲、艇尾に爆雷投下軌条を持つ。ムウより脱出するジュニア一世を爆雷攻撃した。メナム艇との交戦で撃沈される。
401-0
コッド・フィッシュの給油艦型バリエーション。外見は通常の401と変わらないが、大量の重油を搭載して味方艦へ補給する給油装置を備えた無人艦。なお、艦首ナンバーが数字の「ゼロ」なのか、オイルを示す「オー」なのかは不明。戦闘潜水艦中心のU結社と異なり、ムウ潜団にはこうした艦隊支援艦が多い。
401-L
コッド・フィッシュの救難潜水艦型バリエーション。武装はほとんど廃されており、外見から目立つのはセイルの機関砲と艦尾魚雷発射管程度である。アーム付き吊り下げ式作業ポッド、作業用サーチライト、大型クレーンやレスキューチャンバーを装備。717号との衝突で航行不能となったレッド大佐の艦（コッド・フィッシュ1号艦）を救難した。
ブラックジャック
コッド・フィッシュ1号艦を失ったレッド大佐が、完成を心待ちしていたティアドロップ型の黒い新造艦。セイルには大きく「X」とマーキングされている。泡でソナーを無効にし姿を隠す「エム・ホーム」で敵を待ち伏せ、魚雷とロケット弾で攻撃する戦法をとる。
武装は艦首下部に魚雷発射管2門。艦首両舷にも2門ずつ魚雷発射管らしき物がある。艦首上部に「エム・ホーム」射出用の四連装ランチャー。上甲板にVLS式多連装ロケットランチャー「ゼブラジャック」と「シー・スキップ」を装備。セイルには「エム・ホーム」の発泡圏外から敵を捉える伸縮型ソナー「アズ・ボンズ」を持つ。
ティアドロップ型には珍しい二軸推進艦である。舷側に「エム・ホーム」発泡装置があって、停止したままでも自身に泡をまとわせる事が可能。艦内には複数のコッド・フィッシュ無人艦を誘導する管制装置があり、無人艦を囮にすることで勝利を重ねていた。

### ジェット海流編
モビーディック
N国の鯨型潜水艦。セイル左右に目玉のマークのある不気味な艦で、ここから速射ロケット「セイル・ロック」を水平発射する。このほか対潜無人ヘリ「トンボウ・ホッグス」3機、水上観測機「モビー・フライト」2機といった航空艤装が充実している。作中未使用だが魚雷発射管は艦首に4門。他に「モビー・フライト」を観測機として誘導する対艦ミサイルも搭載している。
パトロールカプセル
巨大なドラム缶型の潜水哨戒艇。ジェット海流を利用して浮遊移動するために推進器は備えていない。前後に各5門の魚雷発射管。上部に3基（コマによっては4基）のロケット弾発射用ハッチを持つ。

### アポロ・ノーム編
アポロ・ノーム
アメリカの威信をかけた100万t級超巨大空母。三胴式で全長800m、艦底に潜水艦6隻、格納庫に航空機1500機を収納し、大型戦略爆撃機すら離着艦可能。しかも艦体が3つに分離して潜水航行まで行える。武装も豊富で「アン・クライサー」「ホアップ」を始めとする各種ミサイル、ロケット弾を搭載。アメリカ海軍の全戦力の1/3に相当するといわれる。しかし、公試中に秘密結社「エイモス・リーグ」に奪われ「全世界に対する挑戦」（ケーン談）へ使用される事となる。だが彼らは、その巨体の奥深くに平和の守り神「D装置」が息づいているのを知らなかった。
水上では50ノット以上の快速を発揮するが、最大水中速度が鈍足（12ノット）で、最高潜航深度が浅い（120m）のが泣き所。艦体にはストライプ柄の迷彩塗装（?）が施されており、セイルには太陽の紋章がマーキングされている。
エイモス（1号 - 6号）
アポロ・ノーム搭載の5000t級ティアドロップ型護衛潜水艦で、エイモス・リーグに奪われたためこの名で呼ばれる。潜舵やスクリューは引き込み式。艦首に「顔」が付いており、目の部分が高性能センサーになっている。セイル前後のロケット砲塔「ワンダー・スキット」「トミー・ロック」や後甲板のミサイルランチャーで立体的な戦闘を行う。劇中で何度か魚雷を発射しているが、艦首魚雷発射管の正確な位置は不明（一方、艦尾魚雷発射管は4門）。艦長メイスンによると「本艦の機械音は特徴がありすぎる」らしい。
なお「顔」が鉄人28号に似ているのは意図的であることが、小沢さとる自身によりTwitterで語られている。

### 盗まれた潜水艦編
うしお号
形はU結社の「怪潜」U77そのものだが、海上自衛隊の新装備実験艦（ダイジェスト版でカットされた『U結社編』の原稿に手を加えたため）である。サンデーコミックス版の世界では、降伏した元U結社の鹵獲艦である可能性もある。

### その他
ガーフィッシュ
「最後の航海編」に登場する、707の実質最強の敵。元アメリカ海軍のバーロー大佐が開発したステルス潜水艦で、奇怪な曲面で構成された船体と、シャークマウスが描かれたセイルを持つ。
大量の海水をゆっくりと後方へ吹き出す特殊なウォータージェット推進により、推進音をまったく出さず、パッシブソナー（作中では「聴音機」と呼ばれる）では探知できない。アクティブソナー（作中では単に「ソナー」と呼ばれる）でも、曲面構成の船体と音波吸収材を併用することにより、音波をまったく反射せず、従って探知できない。浮上時海面に露出する部分には電波を吸収する素材が使われていて、至近距離に浮上してさえ、レーダーではまったく探知できない。
攻撃兵装は艦首の魚雷発射管２門のみであるが、やはりステルス性能を持ったホーミング魚雷と併用することにより、707との対決時、すでに２桁に達する艦を撃沈していた。
探知する手段は「人間の目」だけとされており、海中にはそれが無いことが、この艦を事実上無敵の存在としている。しかし707にはそれが有ったこと、「通常とは異なる魚雷の誘導手段」も有ったことが、ガーフィッシュの運命を決めることになる。

## 登場兵器
魚雷
潜水艦の基本武装。707の連載当時、海中版ミサイルとも言えるホーミング魚雷は高価な虎の子兵器で、普通は通常魚雷の撃ち合いが基本であった。そのため、艦長同士が敵の予想針路を読み合う心理戦が作劇上の大きなウェイトを占めていた。
爆雷
古典的な対潜兵器。今ではすっかり廃れてしまったが、連載当時はこうした第二次大戦型の兵器が各国海軍には色濃く残っていた。707本編では水上艦艇だけではなく、UX号を始めとする潜水艦も爆雷を搭載している艦が多い。717号や747号は後部舷側に爆雷投射機まで備えていた。
艦砲／携帯武器
潜水艦マンガだけあって、潜水艦や駆逐艦の備砲である5インチ以下の小口径砲が多い。対空用に機関砲を備えた艦もあるが、大抵は対水上戦闘にも転用されていた。U結社編ではカービンやマシンガンと言った乗組員個々が操作する携帯武器も、浮上戦闘では良く使われている。707二世は「ジェット海流編」では軽迫撃砲まで備えていた。
対潜ロケット砲
U結社のUC号。707艦隊の727号や737号、エイモスなどが搭載する兵器。実在のMK-108対潜ロケットランチャーをモデルにした物だが、実物と違い、水上での対艦戦や水中での使用も可能になっている。
誘導弾
UC140が装備する「V8号」を始め、連載当時の対艦ミサイルは発射されても単体では機能せず、大抵はビームライディング式に誘導の必要がある誘導弾形式が主な方式で、いわゆる「撃ち放し」は不可能だった。つまり誘導母機さえ無力化してしまえばミサイルは命中しないので、これを用いたドラマが707にはしばしば登場した。
速射ロケット
UC号の装備する六連装の大型対艦ロケットランチャー。アスロック風の旋回式箱形ランチャーが前甲板からせり上がり弾幕を張る。連続発射も可能な模様。サンデーコミックス版で「パナマ丸」を撃沈したのは、魚雷ではなく本兵器である。
マウスキッド
日本語に訳すれば「ねずみ小僧」。U結社が開発した潜水艦用格闘兵器。敵艦の真下から、同時に21発の40mmロケット徹甲弾を水面に向け放射状に発射する武器で、対水上のみならず／対潜／対空にも用いられる架空の兵器。だが差し違える覚悟で接近する必要があり、爆雷や爆弾で反撃を受ける危険性も高い（実際、護衛艦や飛行艇と相討ちの形でUC号が撃沈されている）。ロケット弾は5発入りのマガジン式になっており、21基合計で連続125発が発射可能。
ロッキードPV2D
707号捜索に派遣された海上自衛隊の双発対潜哨戒機。実在の機。浮上中の怪潜を爆撃して撃沈する。
ソーノ・ブラインド（ソナー・ブラインド）
水中に多数の金属箔を放出し、音波を乱反射してソナーを妨害する防御兵器。怪潜の標準装備である。U結社本部の洞窟からも、大量にこれをバラ撒く装置が備えられており、位置測定不可能になって第一次怪潜基地攻撃はこれで失敗している。「ソナー・ブラインド」とも呼ばれる。
グラマン・トラッカー
対潜空母「P」所属の双発艦上対潜哨戒機。実在の機。707一世改を探知して誤爆してしまう。
サブロック
名称はサブマリンロケットの略。原潜591が使用。発射すると弾体は海面へ飛び出し、マッハで飛翔後に敵潜上空でブースターが分離。本体はホーミング魚雷となって突き進み、怪潜を撃沈した。同名の兵器が実在するが、実在のサブロックは、艦隊単位を吹き飛ばせる戦術核爆雷である。劇中の描写はサブロックとアスロックを折衷したようなものになっている。
模型潜水艦デコイ
賢次製作。大きな音を立てて進む潜水艦の模型で「プラモデル」と馬鹿にされたが、劇中では囮として立派に役割を果たして怪潜艦隊を欺瞞。707号一世改のピンチを救った。サンデーコミックス版には登場しない。
スキップジャック
707一世改や708、709号の後甲板に設置された新兵器。連装の対潜ロケット砲で水中での使用も可能。全自動射撃可能だが、威力は小さいらしく、UX号に直撃させても致命傷を与えるには到らなかった（UXがそれだけ頑丈だったのも理由の一つ）。なお、708号はかなり大量の連続射撃を行っているが、その給弾機構及び、搭載弾薬量がどうなっているのかは謎である。
メタリック
707一世改に装備された防御兵装。液体金属を海中に放出して音波を乱させる。
ホーミングロック
UX号が用いた水中ミサイル。「メタリック」によって回避される。
ハンドロック
UX号に装備された五連装ロケット砲。水中の他に対空でも使用可能。別名「ワン・ハンドロック」（五発のロケット弾を片手の指になぞらえて命名されている）。配置場所は舷側だと判明しているが、劇中では艦首からも連続発射しているため、実は発射口の全容は謎となっている。
飛行艇
怪潜を爆雷攻撃した海自の双発飛行艇。「マウスキッド」により相討ちとなり不時着。放射線症の治療を受けて原隊復帰をする南郷三佐を同乗させていた。実在のUF-2飛行艇をモデルにした架空機（UF-2は爆弾倉を持っていない）である。
対潜哨戒機
英海軍の双発大型哨戒機。北極海で行動するUX号を発見して攻撃するも、「ハンドロック」で返り討ちに合う。
二式水戦
旧日本海軍の単座水上戦闘機。実在の機。翼下に対潜爆弾を搭載している。1943年にレッド大佐のコッドフィッシュ（後の新造艦ではなく、米海軍オリジナル）を爆撃。これを撃破して大佐がムウ王国へ漂着する原因を作る。
ライナー
707二世の前甲板に格納された連装対艦ミサイル。ランチャーは旋回式。水上／水中のどちらでも発射可能。威力は大きく、一撃でモビーディックを撃沈するほどである。
サンダーロック
707二世の両舷に装備された対潜ロケット弾。投網のように多数の小型ロケット弾を斉射して敵潜を撃沈する。弾道が稲妻型にジグザグ航行するのでこの名がある。
サウンドピック
707二世の艦首に装備されている新兵器。敵の魚雷やロケット弾の信管を誤作動させる超音波兵器で、これを使用されると707号は事実上の無敵潜艦になる。それではドラマにもならぬため、作中では故障を起こして使用不能だったり、調子が悪いと言った演出が多用されている。もっとも、連載当時の電子技術は真空管全盛時代であり、加えて日本製品全般の品質評価は「安かろう、悪かろう」のかなり低い物であったから、それから考えると「サウンドピック」の信頼性の低さは、リアリティ溢れる妥当な描写なのかも知れない。
双発艦上対潜攻撃機
空母コーラル・シー所属。実在のキャンベラ爆撃機に似た架空のジェット機である（ただし、主翼は直線翼＋高翼配置）。機首に固定機銃四門とロケット弾4発。主翼下のパイロンに爆弾4発。胴内爆弾倉に大量の爆雷を搭載し、給油艦はるなを襲うコッド・フィッシュ艦隊を攻撃する。浮上したコッド・フィッシュ4号艦の狡猾な戦法（星条旗を掲げて攻撃を躊躇させた）や数々の新兵器の前に苦戦するも、はるなを護って死闘を繰り広げた。　
エア・ロック
コッド・フィッシュの艦尾両舷に内蔵された近接対空兵器。VT信管内蔵の榴散弾を広範囲に放って、敵機を一掃する。
ショット・ロック
コッド・フィッシュの前甲板に格納された連装の対空ミサイル。コーラル・シーの対潜攻撃機を撃墜した。
ボトム・ボンズ
コッド・フィッシュの艦尾に連装で備わった浮遊機雷。レッドが好んで使用した武器で、敵艦とすり抜ける形で使用して、敵潜の進路上に水中機雷原を形成する。
ホム・ガード
魚雷型コンテナから射出される対魚雷小型磁気爆雷。海自の新兵器で発射されたコンテナは途中で分解して、敵魚雷の前に対魚雷用機雷原を形成しつつゆっくりと落下する。717号に装備された。効果は運頼みの面も強いが、コッドフィッシュ艦隊から発射された三隻合計18本の魚雷を、劇中では1本を除き全て撃破している。
アン・ショット
名称はアンダーショットロケットの略。シン中佐艦の艦尾に二門備わっているロケット砲。
ヘッジ・ロック
コッド・フィッシュの前後甲板下に内蔵された前投兵器。24発の小型ロケット爆雷を投射する。爆雷は１発が爆発すると残りも全て誘爆して、敵潜へダメージを与える。実在する対潜兵器ヘッジ・ホッグの潜水艦搭載型と言える。
エムホーム／SM
海中に発泡剤を射出して音波を吸収するバリアーを作るブラックジャックの防御兵器。後にSMと名付けられた同種の兵器が、707二世に装備されている。
シー・スキップ
ブラックジャックの装備する連装水中ロケット砲。時限信管付きのロケット爆雷を連続発射する。
ゼブラジャック
ブラックジャック前甲板に格納されたVLS。前方、側面、さらに水上へも攻撃可能な多連装ロケットである。
テア・ロック
747号の艦尾に装備された前投爆雷。原理的には「ヘッジ・ロック」の大型版であるが、直接接触しないと起爆しない「ヘッジ・ロック」 と違い、こちらはあらかじめ調整された深度で爆発する。
セイル・ロック
モビーディックの主力兵装。セイルに内蔵された多連装ロケット砲でモスコート号を撃沈した。
モビー・フライト
モビーディックの艦載機。Ｔ字尾翼と単フロートを持つ、液冷エンジン搭載の単座水上観測機で機首に機銃二門を装備。ラマポ博士を銃撃中、浮上して来たモスコート号に激突してしまう。後に登場した二号機はミサイルの誘導がばれ、707号の「対空ロック」で撃墜される。なお、キャノピーから見て明らかに単座だが「ラマポ博士を着水して捕えろ」と命令されている所を見ると、胴体に緊急用の補助席が備えられているのかもしれない。
トンボウ・ホッグス
モビーディックの艦載機。米海軍のダッシュ辺りがモデルの無人攻撃ヘリで、二重反転ローターを持つ。磁探やソナーを備えた探査トンボウが敵潜を捉え、爆雷を抱えた攻撃トンボウが爆雷攻撃を仕掛ける仕組み。
ペンシル・ロック
ジュニア四世に搭載された小型ロケット弾。潜水艦に穴を開けるだけの威力はあり、劇中ではパトロールカプセルやエイモス2号の砲塔を破壊するなどの活躍を見せる。
対空ロック
707二世に追加装備された対空ミサイル。甲板に内蔵されている。707二世には対空ミサイル「ホーク」が艦尾に格納されているとの設定が模型や雑誌にあり、実際に幾つかの商品ではギミックまで再現されているが、本編では「ホーク」は未登場のまま幻で終わっている。
ネイビィクイン号
公試中のアポロ・ノームへ着艦した大型戦略ジェット爆撃機。
アン・クライサー
アポロ・ノームの大型対艦ミサイル。一発で巡洋艦を消し飛ばす威力を持っている。
ワンダー・スキット／トミー・ロック
エイモス各艦のセイル基部にあるロケット砲。「トミー・ロック」は砲塔から別砲身で現れる小型ロケット砲だが、後に作者自身も混同したらしく、「ワンダー・スキット」と同じ物とされてしまった上、「ショット・ロック」と誤って記される事もある。艦尾にはこれとは別に「トミー・ロック」専門の格納式砲塔がある。
リーディングピート／ホアップ
アポロ・ノームの搭載兵器。探査中継ブイである「リーディングピート」を発射。その後に長距離誘導ミサイル「ホアップ」を放ってとどめを刺す。「リーディングピート」に誘導される「ホアップ」の命中精度は極めて高い。
シークレット
ガーフィッシュの主武器であるステルス式ホーミング魚雷。低回転の大直径スクリューによりまったく音を出さず、真下を通り過ぎてさえ探知できない。

## 続編
- サブマリン707（最後の航海編）1976年（昭和51年）
- 新サブマリン707（マンボウ編）1980年（昭和55年）
- サブマリン707F（フュージョン）
  - マグマコンボイ編（夕刊フジ連載版）1991年（平成3年） - 1992年（平成4年）
  - （朝日ソノラマ書下ろし版）1991年（平成3年） - 1992年（平成4年）
  - 深海のアーマゲドン完結編（サブマリン707パーフェクトガイドに描きおろし）1993年（平成5年）
  - 海洋研究開発機構地球情報研究センターで既刊本の収集が行われている[4]。
- サブマリン707　2万3千年の航海
  - DEPTH WARS 潜水艦どんがめ一家（Web公開版）2001年（平成13年）
  - 2万3千年の航海（日経キャラクターズ版）2003年（平成15年）
- サブマリン707・ゾーン 2014年（平成26年）
  - 復刻版コミック「レジェンドBOX」（発行：小学館クリエイティブ、発売：小学館）の後編にあたる「雷撃編」に特典として収録したもの。

## 模型
今井科学（後イマイ、2000年解散）から707（二世）とジュニア（二世）がA・B・C級の3サイズでプラモデル化された。小さなA級はゴム動力。最大のC級はモーターライズで、フィンによる自動浮沈機構を備えていた。
プラッツからは707一世改、二世、UX号、ジュニア二世の各ディスプレイモデルがラインナップされた。ジュニアを除いてスケールは1/700（ジュニアは1/48）である。
ピットロードからは塗装済み完成品のディスプレイモデルで1/550スケールのUX号、1/350で707二世が製品化された。塗装やスクリューの形が原作版とは違うアニメバージョンである。
タカラ世界の艦船シリーズでは架空艦ながら707一世改、ジュニア二世がラインナップされている。ディスプレイモデルだが、水中モーターにより水上航行が可能。なお同シリーズにはガトー級も存在するが、当初は「シードック」（つまり艦番号401の「コッド・フィッシュ」）バージョンが企画されていたとの事である。

## アニメ化作品
没企画（1964年）
- 連載時の人気に合わせてアニメ化が企画され、1964年12月4日から日本テレビ系列での放送開始が告知されたが[5][6]、諸般の事情で実現しなかった[5]。
- この時期、ソノレコードから『テレビ主題歌』と銘打たれたソノシート（主題歌「サブマリン707の歌」とドラマを収録）が発売されていた[5]。

### 深海の艦隊 サブマリン707
アニメーション制作：東映動画&ナック 発売元：東映ビデオ
- 発売日：1997年1月10日
- 原作終了後30年近くを経てOVAで初アニメ化された。謎のムウ潜団編を基にしたオリジナルストーリー。

### サブマリン707R
製作・企画発売：アニプレックス（アニメーション製作：グループ・タック） 
- 発売日：2003年09月26日（mission01）、2004年04月28日（mission02）
- U結社・レッド大佐・アポロノームという原作の主な設定を使用したOVA。タイトルのRは「Revolution」の略。全2話、各54分。

## オマージュ
- 1990年放映のアニメ『ふしぎの海のナディア』に登場する潜水艦ノーチラスの装備として、717号のホム・ガードのオマージュ「ホム・ガード」が登場する。さらに敵組織ネオ・アトランティスの潜水艦「ガーフィッシュ」は、続編である『サブマリン707 最後の航海編』に登場する敵潜の名そのもので、目のマーキングを始めとする塗装やシルエットもインスパイアされている。また、「最後の魚雷は相当遅れて接近してくる」など、ムウ潜団編の海戦場面もそのまま再現されていた。
- 架空戦記小説『レッドサン ブラッククロス 死戦の太平洋』に登場するUボートの装備として、U結社の怪潜のマウスキッドのオマージュ「ディープ・マウシェン」（正しいドイツ語の発音ではモイスヒェン＝ネズミちゃん）が登場する。この他、同じ小沢さとる作品である『少年タイフーン』のオマージュもあり。
- 架空戦記小説『東の太陽 西の鷲』に速水洋平、ウルフ、レッドの3人をモデルとした人物がそれぞれの乗艦と共に登場する他、日本海軍とドイツ海軍がマウスキッドをオマージュした兵器を採用している。
- OVA『宇宙戦艦ヤマト2202 愛の戦士たち』には、アンドロメダ級の1隻として空母「アポロノーム」が登場する。